# Abraham Hans
Abraham Hans (Sint-Maria-Horebeke, 12 februari 1882 – Knokke, 6 juli 1939) was een Belgische onderwijzer en journalist van Nederlandse afkomst die in België bekend werd als schrijver. Zijn bekendste boeken zijn De gek van de Molenberg (1929) en Bakelandt en zijn grote roversbende uit het Vrijbos (1910), dat onder meer de inspiratie vormde voor Hec Leemans' gelijknamige stripreeks Bakelandt.

## Leven

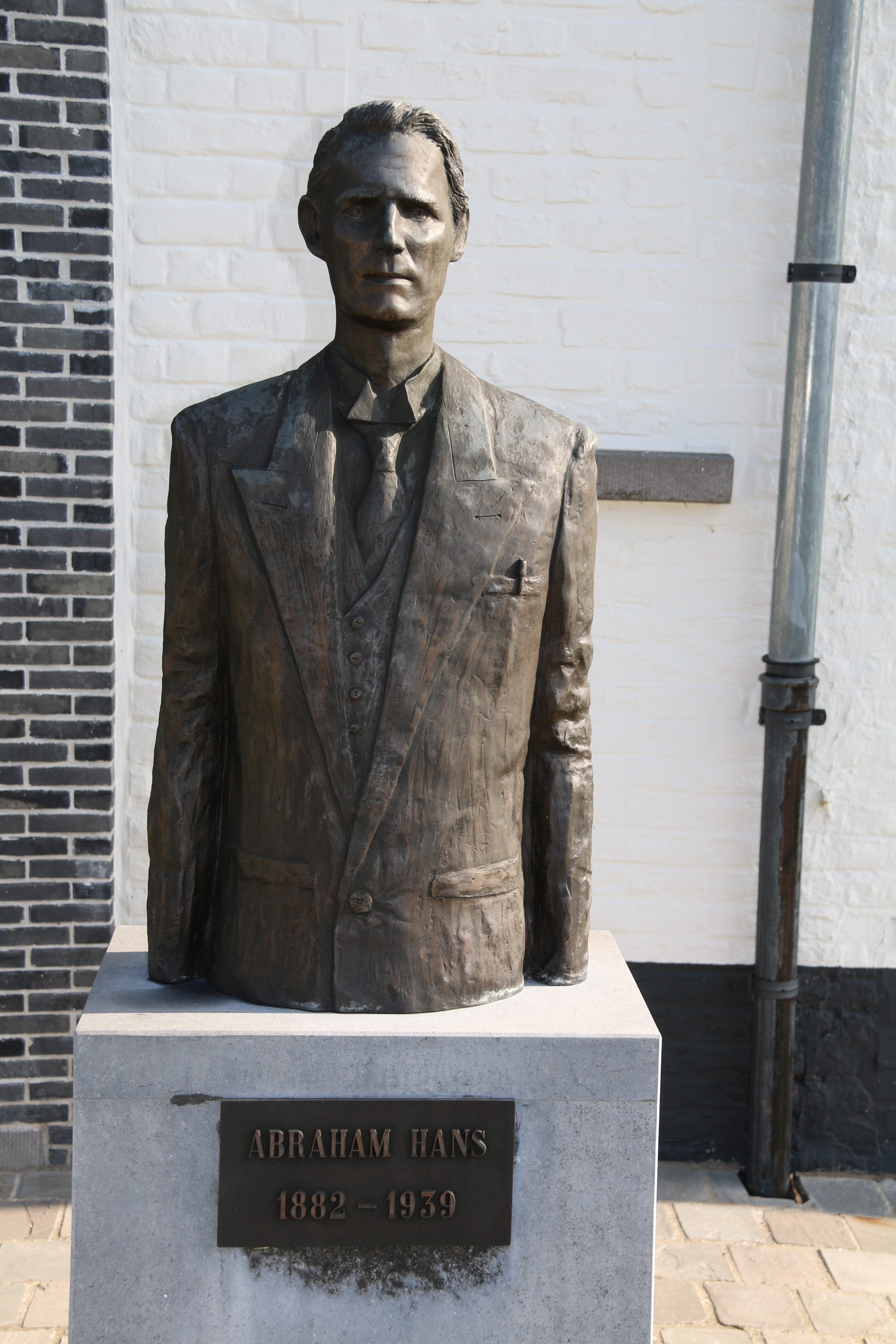
Standbeeld Abraham Hans aan Protestants Museum de Geuzenhoek, Korsele, Geuzenhoek, Horebeke

Hans werd geboren in een protestants gezin van Nederlandse komaf in het protestantse gehucht Korsele (een deel van de Geuzenhoek) in Sint-Maria-Horebeke. Het protestantse gezin vestigde zich in 1887 te Roeselare, waar onder invloed van de industrieel Henri Tant een nieuwe protestantse gemeenschap werd gesticht. In 1896 behaalde Hans zijn onderwijsdiploma in Gelderland. Om in België les te kunnen geven, behaalde hij ook het Belgische onderwijsdiploma aan de Gentse normaalschool. In 1903 vertrok Abraham Hans naar Sluis,  waar hij in 1907 zou huwen. Datzelfde jaar publiceerde hij zijn eerste verhalenbundel. Vanaf 1910 verscheen er regelmatig proza van Hans. Hij werkte vanaf 1913 als journalist voor Het Laatste Nieuws. Bij het uitbreken van de Eerste Wereldoorlog trok het gezin naar Zeeuws-Vlaanderen. 
Na de oorlog bleef hij in de journalistiek actief. Hij werkte mee aan de Belgische Standaard en werd beroepsjournalist bij Het Laatste Nieuws. Hij werd echter bekender als romanschrijver, waarbij hij 170 volksromans heeft geschreven met als bekendste werk De gek van de Molenberg. In 1922 richtte hij een jeugdreeks op met de naam Abraham Hans Kinderbibliotheek, de zogenaamde 'Hansjes', waarin hijzelf met vrienden en familie (onder meer zijn zoon Willem) verhalen schreef. De reeks kende een groot succes.  De Vlaamse Filmpjes werden door de katholieke kerk als een soort tegenreactie voor de populaire Hanskes opgestart. 
Hij schreef een 150-tal romans, 120 korte romans voor volwassenen, een tiental biografieën, een veertigtal jeugdboeken en 745 ‘Hanskes’. Hij was ook een getalenteerd spreker. In 1913 richtte hij de Vlaamse Vereniging voor Beschaafde Omgangstaal op. Hij zette zich eveneens in voor de vervlaamsing van de Gentse universiteit. Over Roeselare schreef hij Roeselare in den oorlog, een verhaal over de Eerste Wereldoorlog in die stad. Dat werk verscheen in 1919. Naast zijn echte naam gebruikte hij ook heel wat pseudoniemen. 
Veruit het grootste gedeelte van zijn leven (1909-1939) woonde en werkte hij in Kontich, waar hij in de Antwerpsesteenweg de villa Houthulst had gekocht. De naam van de villa verwijst naar zijn boek Het woud van Houthulst over de bende van Baekelandt. Na de dood van zijn jongste dochter in het kraambed, kwijnde hij steeds verder weg en hij overleed op 6 juli 1939 in Knokke. Hij is begraven op het kerkhof van Kontich. Na zijn dood werd er in Horebeke een Abraham Hans-museum geopend.

## Publicaties
Dit is een zeer onvolledige en erg beperkte lijst. Voor alle literaire werken van Abraham Hans, zie de externe links.
- Groeninghe (1910)
- Bakelandt en zijn grote roversbende uit het Vrijbos (1910)
- Roeselare in den oorlog (1919)
- De dochter van de smokkelaar (1921)
- De opgeëisten (1922)
- Tweemaal gestorven (1924)
- Het zwarte huis (1924)
- De smokkelaar (1928)
- Een verborgen leven (1929)
- De gek van de Molenberg (1929)
- De vondeling (1931)
- De tweede moeder (1932)
- De pleegzoon (1932)
- Mona van het Zonnehuis (1935)
- Het huis op de heide (1938)